# أبو طيلون كبير الأزهار
أبو طيلون كبير الأزهار (الاسم العلمي: Abutilon grandiflorum) هو نوع من النباتات يتبع جنس الأبو طيلون من الفصيلة الخبازية.